# Charles Justin MacCarthy
Charles Justin MacCarthy, (né en 1811 - mort le 15 août 1864), est le 12e gouverneur du Ceylan britannique, après avoir été gouverneur intérimaire par deux fois auparavant.

## Biographie
Charles Justin MacCarthy est né à Brighton de Donough et Mary MacCarthy.
Au début des années 1830, il s'installe à Rome, et devient un proche de Nicholas Wiseman, il chercha alors à entrer dans le sacerdoce catholique. Mais sous l'influence des idées de Félicité Robert de Lamennais, il abandonna ses études théologiques.
Par l'intermédiaire de Wiseman, il rencontra Monckton Milnes, qui est devenu un ami proche. Celui-ci l'a ensuite aidé à entamer une carrière coloniale.